# Gryllospeculinae
Sous-famille
Les Gryllospeculinae forment une sous-famille éteinte d'orthoptères du Crétacé inférieur de la famille des Gryllidae.
Elle forme un groupe avec les Gryllinae Laicharting 1781, les Gryllomiminae Gorochov 1986, les Gryllomorphinae Saussure 1877, les Itarinae  Chopard 1932, les Landrevinae Gorochov 1982 et les Sclerogryllinae Gorochov 1985.

## Distribution
Les espèces de cette sous-famille datent du Crétacé inférieur, elles ont été découvertes en Mongolie et eu Brésil.

## Liste des genres
Selon Orthoptera Species File (27 mars 2010) :
- † Gryllospeculum Gorochov, 1985
- † Mongolospeculum Gorochov, 1985

## Référence
- (en) Gorochov, 1985 : Mesozoic crickets (Orthoptera, Grylloidea) of Asia. Paleontologicheskii Zhurnal, vol. 1985, n. 2, p. 59-68.